# The Revenge
Pour les articles homonymes, voir Revenge.
Pour plus de détails, voir Fiche technique et Distribution.
The Revenge ou Je suis la rage au Québec (I Am Wrath) est un film américain réalisé par Chuck Russell, sorti en 2016.

## Synopsis
À Columbus dans l'Ohio, le gouverneur John Meserve dévoile lors d'une conférence de presse tous ses efforts pour réduire le crime dans l’État. Des questions lui sont posées sur la construction d'un futur pipeline. Vivian Hill regarde tout cela à la télévision, car elle est impliquée dans le projet. Plus tard, elle part chercher à l'aéroport son mari Stanley, ingénieur, de retour d'un voyage professionnel. Après avoir récupéré leur voiture, Vivian et Stanley sont agressés par deux hommes. Vivian est tuée. Malgré la description précise de Stanley, les suspects sont relâchés par les officiers de police chargés de l'enquête, les inspecteurs Gibson et Walker. Stanley Hill s’aperçoit que ces policiers sont incompétents et surtout corrompus. Il décide alors de renouer avec son ancien ami des forces spéciales, Dennis, pour se faire justice lui-même.

## Fiche technique
Sauf indication contraire, les informations mentionnées dans cette section peuvent être confirmées par la base de données cinématographiques IMDb,  présente dans la section « Liens externes ».
- Titre original : I Am Wrath
- Titre français : The Revenge[1]
- Titre québécois : Je suis la rage
- Réalisation : Chuck Russell
- Scénario : Paul Sloan, d'après une histoire de Yvan Gauthier
- Photographie : Andrzej Sekuła
- Direction artistique : Daniel B. Clancy
- Musique : Haim Mazar
- Production : Rob Carliner, Michael Mendelsohn, Richard Salvatore, Nick Vallelonga
- Producteurs délégués : Patricia Eberle, Yvan Gauthier, Richard Rionda Del Castro
- Sociétés de production : Patriot Pictures, Hanibal Classics Pictures, Vallelonga Productions et Vengeance is Mine Productions
- Sociétés de distribution : Saban Films (États-Unis), Marco Polo Production (France)
- Budget : n/a
- Pays d'origine :  États-Unis
- Langue originale : anglais
- Format : couleur
- Genre : action, thriller
- Durée : 92 minutes
- Dates de sortie : 
  -  États-Unis : 15 avril 2016 (direct-to-video et vidéo à la demande)
  -  France : 4 mai 2016 (direct-to-video)
  -  États-Unis : 13 mai 2016 (sortie limitée)

## Distribution
- John Travolta (VF : Patrick Béthune) : Stanley Hill
- Rebecca De Mornay (VF : Blanche Ravalec)  : Vivian Hill
- Christopher Meloni (VF : Jérôme Rebbot) : Dennis
- Amanda Schull (VF : Edwige Lemoine) : Abbie
- Sam Trammell (VF : Alexis Victor) : inspecteur Gibson
- Doris Morgado : Rosa
- Patrick St. Esprit (VF : Bernard Lanneau) : Governor Meserve

## Production
Le projet est évoqué en 2012. Emmett/Furla Films annonce que Nicolas Cage tiendra le rôle principal d'un thriller d'action intitulé I Am Wrath, écrit par Paul Sloan d'après une histoire de Yvan Gauthier. William Friedkin est envisagé comme réalisateur. Randall Emmett et George Furlaw doivent produire le film, en partenariat avec la société Cheetah Vision (en) de 50 Cent, Grindstone Entertainment Group et Vallelonga Productions. En septembre 2012, Deadline révèle William Friedkin est proche de signer comme réalisateur. Cependant, en 2013, Nicolas Cage raconte à Indiewire que Friedkin a quitté le projet.
En février 2015, le film est relancé, avec John Travolta dans le rôle principal et Chuck Russell comme réalisateur.
Le tournage débute le 9 mars 2015. Il a lieu principalement à Columbus dans l'Ohio. En mars 2015, quelques scènes sont tournées sur les marches du Capitole de l'État d'Ohio. Le tournage a lieu à Cleveland et en Alabama.